# Un heroi
Un heroi (persa: قهرمان Ghahreman) és una pel·lícula iraniana de 2021 escrita i dirigida per Asghar Farhadi, i protagonitzada per Amir Jadidi, Mohsen Tanabandeh i Sahar Goldoost. El juny de 2021, la pel·lícula va ser seleccionada per competir per la Palma d'Or. Al 74è Festival Internacional de Cinema de Canes, la pel·lícula va guanyar el Gran Premi. Va ser seleccionat com a entrada iraniana per l'Oscar a la millor pel·lícula de parla no anglesa als Premis Oscar de 2021. S'ha dobat i subtitulat al català.

## Argument
Rahim Soltani és alliberat temporalment de la presó per un període de dos dies per tal de saldar un deute impagat de 150.000.000 de tomans amb el seu cunyat, Bahram. L'amant de Rahim, Farkondeh, ha adquirit una bossa de mà perduda que conté algunes monedes d'or, que tots dos intenten vendre per pagar el deute, però descobreixen que l'or ha perdut valor fins al punt que en Rahim no pot pagar del tot a Bahram. Mentrestant, s'instal·la amb la seva germana Malileh i el seu marit Hossein.
Malileh descobreix la bossa de mà i les monedes i s'enfronta a Rahim, el que porta a Rahim a perseguir el propietari original de la bossa de mà i a tornar-la-hi. Després que el propietari original vingui a reclamar la bossa (que Rahim diu haver trobat), Rahim és elogiat pel seu acte desinteressat i la seva història és coberta pels mitjans de comunicació abans que torni a la presó i es converteixi en una celebritat local. Bahram sospita immediatament de la història de Rahim, creient que està intentant restaurar la seva imatge i sortir de la presó per aturar el segon matrimoni imminent de la seva exdona. La presó comença a organitzar l'alliberament de Rahim.
En un esdeveniment benèfic per recaptar diners i oferir feina a Rahim, Bahram s'enfada al saber que s'ha recaptat menys d'una quarta part del total del deute. Explica als organitzadors que Rahim, aleshores incapaç de demanar un préstec a un banc, va rebre els diners de Bahram que va adquirir d'un usurpador, que finalment va haver de pagar quan Rahim no va fer els pagaments. Malgrat això, Bahram accepta que Rahim s'alliberi pel bé del seu fill, Siavash.
Mentre sol·licitava la seva nova feina, Rahim s'assabenta que s'han començat a difondre rumors que disputen el seu suposat descobriment i la devolució de la bossa de mà, el que fa que Rahim localitzi la dona per tal que ella confirmi la seva història, tot i que la seva recerca és infructuosa. Rahim i Malileh planifiquen que Farkondeh faci de dona, utilitzant detalls de la trobada real per validar la història de Rahim. El gerent de contractació produeix un missatge de text de Rahim a Bahram oferint-se pagar la meitat del deute una setmana abans del dia en què va afirmar haver trobat la bossa, fet que el va portar a rebutjar la sol·licitud de Rahim.
Segur que Bahram va reenviar l'intercanvi de text incriminatori, Rahim s'enfronta a ell a la seva impremta, però Bahram ho nega. Després que Bahram acusi en Rahim d'utilitzar el seu fill per simpatia, Rahim l'ataca físicament i els botiguers propers l'ajuden a contenir Rahim mentre arriba la policia. Farkondeh arriba i aconsegueix convèncer en Bahram perquè deixi anar en Rahim.
L'organització benèfica truca a Rahim per informar-lo d'un vídeo fet per la filla de Bahram, Nazanin, que mostra imatges de la seva baralla amb Bahram alhora que revela la seva relació amb Farkondeh. Nazanin amenaça amb publicar el vídeo si Rahim no paga el seu deute íntegrament l'endemà. A la llum d'aquesta evidència, Rahim es veu obligat a revelar la veritat sobre la bossa. Tement un escàndol, l'organització decideix retenir els diners recaptats per a Rahim. L'últim dia del seu permís, l'organitzador de la caritat informa a Rahim que els fons recaptats per a ell s'utilitzaran per alliberar un home previst per ser executat, i Farkondeh la convenç de dir als mitjans que va ser una idea de Rahim en per ajudar-lo a conservar part del seu honor.
Es publica el vídeo de Nazanin i la família de Farkondeh li prohibeix tornar a veure en Rahim. Mentre filma un vídeo sobre l'"acte de caritat" més recent de Rahim per suavitzar la reacció, Siavash és entrenat per plorar davant la càmera per l'oficial de llibertat condicional de Rahim, Salehi, i Rahim, que vol protegir el seu fill, cedeix i desitja que el vídeo no es vegi. Quan Salehi es nega, Rahim lluita amb ell fins que finalment l'elimina. L'endemà al matí, Farkondeh i Siavash acompanyen en Rahim a la presó per complir la resta de la seva condemna.

## Repartiment
- Amir Jadidi com a Rahim
- Mohsen Tanabandeh com a Bahram
- Sahar Goldoost com Farkhondeh
- Fereshteh Sadr Orafaie com a senyora Radmehr
- Sarina Farhadi com a Nazanin[8]

## Producció
Memento Films va comprar els drets del guió de Farhadi durant l'European Film Market de 2020 a Berlín. La pel·lícula va entrar en preproducció el juny de 2020 i es va filmar fins al desembre de 2020. La producció va tenir lloc a Shiraz. L'abril de 2021, es va revelar que Amazon Studios havia adquirit els drets per distribuir la pel·lícula als Estats Units.

## Estrena
La pel·lícula es va estrenar al 74è Festival Internacional de Cinema de Canes el 13 de juliol de 2021, ja que va ser seleccionada per competir per la Palma d'Or del festival. També està seleccionada com a pel·lícula de cloenda del 52è Festival Internacional de Cinema de l'Índia que es projectarà el 28 de novembre de 2021.

## Recepció

### Resposta crítica
Al lloc web agregador de ressenyes Rotten Tomatoes, el 95% de les 126 ressenyes de les crítiques són positives, amb una valoració mitjana de 8,0/10. El consens del web diu: Un heroi troba el guionista i director Asghar Farhadi lluitant una vegada més amb temes de gran importància, amb el públic que emergeix com a guanyador. Metacritic, que utilitza una mitjana ponderada, va assignar a la pel·lícula una puntuació de 81 sobre 100 basada en 37 crítiques, el que indica "aclamació universal".

### Premis i nominacions
| Any  | Premi                                              | Categoria                                                      | Nominat                                 | Resultat  |
| ---- | -------------------------------------------------- | -------------------------------------------------------------- | --------------------------------------- | --------- |
| 2021 | Festival Internacional de Cinema de Canes          | Palma d'Or                                                     | Asghar Farhadi                          | Nominat   |
| 2021 | Festival Internacional de Cinema de Canes          | Grand Prix                                                     | Asghar Farhadi                          | Guanyador |
| 2021 | Festival Internacional de Cinema de Canes          | Premi François Chalais                                         | Asghar Farhadi                          | Guanyador |
| 2021 | Asia Pacific Screen Awards                         | Millor pel·lícula                                              | Alexandre Mallet Guy i Asghar Farhadi   | Nominat   |
| 2021 | Asia Pacific Screen Awards                         | Millor direcció                                                | Asghar Farhadi                          | Guanyador |
| 2021 | Asia Pacific Screen Awards                         | Millor guió                                                    | Asghar Farhadi                          | Nominat   |
| 2021 | Asia Pacific Screen Awards                         | Millor actor                                                   | Amir Jadidi                             | Nominat   |
| 2021 | Setmana Internacional de Cinema de Valladolid      | Millor pel·lícula                                              | Asghar Farhadi                          | Nominat   |
| 2021 | Festival de Cinema de Montclair                    | Concurs de narrativa                                           | Asghar Farhadi                          | Nominat   |
| 2021 | Festival de Cinema Independent de Santa Fe         | Millor narrativa                                               | Asghar Farhadi                          | Guanyador |
| 2021 | Premis Hafez                                       | Millor pel·lícula                                              | Alexandre Mallet Guy i Asghar Farhadi   | Guanyador |
| 2021 | Premis Hafez                                       | Millor director – llargmetratge                                | Asghar Farhadi                          | Guanyador |
| 2021 | Premis Hafez                                       | Millor guió - llargmetratge                                    | Asghar Farhadi                          | Guanyador |
| 2021 | Premis Hafez                                       | Millor actor– llargmetratge                                    | Amir Jadidi                             | Guanyador |
| 2021 | Premis Hafez                                       | Millor actor– llargmetratge                                    | Mohsen Tanabandeh                       | Nominat   |
| 2021 | Premis Hafez                                       | Millor actriu - llargmetratge                                  | Sahar Goldoost                          | Nominat   |
| 2021 | Premis Hafez                                       | Millor fotografia – llargmetratge                              | Ali Ghazi                               | Nominat   |
| 2021 | Premis Hafez                                       | Millor editor – llargmetratge                                  | Hayedeh Safiyari                        | Guanyador |
| 2021 | Premis Satellite                                   | Millor guió original                                           | Asghar Farhadi                          | Nominat   |
| 2021 | Premis Satellite                                   | Millor pel·lícula en llengua estrangera                        | Alexandre Mallet Guy i Asghar Farhadi   | Nominat   |
| 2021 | Chicago Film Critics Association                   | Millor pel·lícula en llengua estrangera                        | Alexandre Mallet Guy i Asghar Farhadi   | Nominat   |
| 2021 | Dallas–Fort Worth Film Critics Association         | Millor pel·lícula en llengua estrangera                        | Alexandre Mallet Guy i Asghar Farhadi   | Nominat   |
| 2021 | IndieWire Critics Poll                             | Millor guió                                                    | Asghar Farhadi                          | Nominat   |
| 2021 | IndieWire Critics Poll                             | Millor pel·lícula internacional                                | Alexandre Mallet Guy i Asghar Farhadi   | Nominat   |
| 2021 | Las Vegas Film Critics Society Awards              | Millor pel·lícula internacional                                | Alexandre Mallet Guy i Asghar Farhadi   | Nominat   |
| 2021 | National Board of Review                           | Millor guió original                                           | Asghar Farhadi                          | Guanyador |
| 2021 | National Board of Review                           | Millor pel·lícula en llengua estrangera                        | Alexandre Mallet Guy and Asghar Farhadi | Guanyador |
| 2021 | North Texas Film Critics Association               | Millor pel·lícula en llengua estrangera                        | Alexandre Mallet Guy i Asghar Farhadi   | Nominat   |
| 2021 | St. Louis Film Critics Association                 | Millor pel·lícula internacional                                | Alexandre Mallet Guy i Asghar Farhadi   | Nominat   |
| 2021 | Utah Film Critics Association Awards               | Best Non-English Language Film                                 | Alexandre Mallet Guy and Asghar Farhadi | Nominat   |
| 2021 | Washington DC Area Film Critics Association Awards | Millor pel·lícula en llengua estrangera                        | Alexandre Mallet Guy and Asghar Farhadi | Nominat   |
| 2022 | Festival Internacional de Cinema de Palm Springs   | Premi Bridging the Borders                                     | Asghar Farhadi                          | Guanyador |
| 2022 | Festival Internacional de Cinema de Palm Springs   | Premi FIPRESCI a la millor pel·lícula internacional            | Alexandre Mallet Guy i Asghar Farhadi   | Nominat   |
| 2022 | Festival Internacional de Cinema de Palm Springs   | Premi FIPRESCI al millor guió internacional                    | Asghar Farhadi                          | Guanyador |
| 2022 | Festival Internacional de Cinema de Palm Springs   | Premi FIPRESCI al millor actor en una pel·lícula internacional | Amir Jadidi                             | Guanyador |
| 2022 | Chicago Indie Critics Awards (CIC)                 | Millor pel·lícula en llengua estrangera                        | Alexandre Mallet Guy i Asghar Farhadi   | Nominat   |
| 2022 | Chicago Indie Critics Awards (CIC)                 | Millor guió original                                           | Asghar Farhadi                          | Nominat   |
| 2022 | Denver Film Critics Society                        | Millor pel·lícula en llengua estrangera                        | Alexandre Mallet Guy i Asghar Farhadi   | Nominat   |
| 2022 | Columbus Film Critics Association                  | Millor pel·lícula en llengua estrangera                        | Alexandre Mallet Guy i Asghar Farhadi   | Nominat   |
| 2022 | Alliance of Women Film Journalists                 | Millor pel·lícula en llengua no anglesa                        | Alexandre Mallet Guy i Asghar Farhadi   | Nominat   |
| 2022 | Critics' Choice Movie Awards                       | Millor pel·lícula en llengua estrangera                        | Alexandre Mallet Guy and Asghar Farhadi | Nominat   |
| 2022 | Premis Globus d'Or                                 | Millor pel·lícula en llengua estrangera                        | Alexandre Mallet Guy i Asghar Farhadi   | Nominat   |
| 2022 | San Francisco Bay Area Film Critics Circle         | Millor pel·lícula en llengua estrangera                        | Alexandre Mallet Guy and Asghar Farhadi | Nominat   |
| 2022 | Hollywood Critics Association                      | Millor pel·lícula internacional                                | Alexandre Mallet Guy i Asghar Farhadi   | Nominat   |
| 2022 | North Carolina Film Critics Association            | Millor pel·lícula en llengua estrangera                        | Alexandre Mallet Guy i Asghar Farhadi   | Nominat   |